# Hòa Minzy
Nguyễn Thị Hòa (sinh ngày 31 tháng 5 năm 1995), thường được biết đến với nghệ danh Hòa Minzy, là một nữ ca sĩ, người dẫn chương trình kiêm diễn viên người Việt Nam. Cô bắt đầu được biết đến sau khi giành ngôi quán quân mùa đầu tiên của Học viện ngôi sao năm 2014.

## Tiểu sử
Nguyễn Thị Hòa sinh ngày 31 tháng 5 năm 1995 tại phường Quế Tân, thị xã Quế Võ, tỉnh Bắc Ninh. Cô là con thứ tư trong gia đình có năm chị em (bốn gái, một trai),  Chị gái của cô, Nguyễn Thị Hằng (sinh năm 1992) hiện đang công tác tại Đài Truyền hình Việt Nam, trong khi em trai út tên là Nguyễn Văn Hùng (sinh năm 2000).
Dù không xuất thân từ một gia đình hoạt động nghệ thuật, Hòa sớm bộc lộ niềm đam mê ca hát. Khi đang học lớp 11, cô quyết định thuyết phục gia đình để lên Hà Nội tự lập và theo đuổi ước mơ âm nhạc. Trong thời gian này, cô vừa học thanh nhạc vừa làm nhiều công việc khác nhau để trang trải cuộc sống, từ hát tại các phòng trà, quán cà phê đến làm mẫu ảnh cho các tạp chí tuổi teen.
Năm 2014, Hòa Minzy tham gia cuộc thi Học viện ngôi sao và gây ấn tượng với ban giám khảo cũng như khán giả nhờ giọng hát nội lực, khả năng vũ đạo và phong cách biểu diễn đa dạng. Trong đêm chung kết, cô đã thể hiện thành công ca khúc Làng Quan Họ quê tôi và xuất sắc giành ngôi vị Quán quân sau ba tháng tranh tài.
Bên cạnh sự nghiệp ca hát, Hòa Minzy còn ghi dấu ấn trên sóng truyền hình với sự dí dỏm và khả năng ứng biến linh hoạt. Cô tham gia nhiều gameshow, talkshow và thử sức ở các lĩnh vực  như diễn xuất, dẫn chương trình cùng nhiều vai trò khác.

## Sự nghiệp

### 2010 - 2013: Huy chương Bạc Tiếng hát tỉnh Bắc Ninh và nhóm Ruby
Hòa Minzy từng đạt huy chương bạc hai lần tại cuộc thi Tiếng hát tỉnh Bắc Ninh 2010 và 2011.
Năm 2012, cô cùng với Hoàng Yến Chibi và 2 thành viên khác tham gia nhóm nhạc Ruby.

### 2014: Quán quân Học viện Ngôi sao
Ngày 18 tháng 6 năm 2014, Hòa Minzy lên ngôi Quán quân tại đêm chung kết Học viện ngôi sao mùa đầu tiên với tỉ lệ khán giả bình chọn 51.16%. Trong thời khắc đăng quang, Hòa Minzy hạnh phúc chia sẻ: "Người chiến thắng không phải là người giỏi nhất, mà là người có thể làm được gì để đáp lại tình cảm của mọi người đã dành cho mình suốt thời gian qua. Trước khi vào Học viện ngôi sao và cho đến bây giờ, tôi vẫn chưa là người hoàn hảo. Nhưng tôi đã nhận ra được những khuyết điểm của mình để có thể tiếp tục con đường âm nhạc."  Sau cuộc thi, cô chính thức nam tiến và tiếp tục con đường hoạt động nghệ thuật chuyên nghiệp.
Tháng 11 năm 2014, Hòa Minzy phát hành MV debut "Thư chưa gửi anh", ca khúc mà trước đó nhạc sĩ Nguyễn Hải Phong đã sáng tác dành riêng cho cô, đây cũng là bài hát mới đầu tiên anh viết sau 2 năm "gác bút". Single đầu tay của Hòa Minzy đã nhận được nhiều phản hồi tích cực từ phía khán giả.
Ngày 25 tháng 12 năm 2014, Hòa Minzy cho ra mắt Audio MV ca khúc "Gửi" với giai điệu nhẹ nhàng, lãng mạn và nhiều cảm xúc.

### 2015: Bản hit đầu tiên trong sự nghiệp: "Ăn gì đây"
Tháng 6 năm 2015, Hòa Minzy thu âm ca khúc "Sẽ chiến thắng" nhằm ủng hộ đội tuyển Việt Nam tại Đại hội Thể thao Đông Nam Á.
Tháng 7 năm 2015', Hòa Minzy hợp tác với Mr. T để phát hành và cho ra mắt MV "Ăn gì đây". Đây là sản phẩm "gây bão" cộng đồng mạng vào khoảng giữa năm 2015. Giai điệu trẻ trung, vui nhộn cùng cách hát tự nhiên, phóng khoáng của Hoà Minzy thực sự gây được ấn tượng mạnh mẽ với công chúng trẻ. "Ăn gì đây" từng lọt vào liveshow Bài hát yêu thích tháng 8 năm 2015 và trở thành tâm điểm của chương trình này, phần trình diễn của Hoà Minzy & Mr. T đã nhận được nhiều lời khen ngợi từ phía hội đồng chuyên môn và khách mời tham dự chương trình. Bên cạnh đó, "Ăn gì đây" còn mang ý nghĩa nhân văn, đó chính là thể hiện tinh thần quảng bá những món ăn truyền thống của ba miền Bắc - Trung - Nam cũng như niềm tự hào về Văn hóa Ẩm thực Việt Nam đậm đà bản sắc dân tộc. Nối tiếp thành công của "Ăn gì đây", đã có nhiều phiên bản khác của bài hát này ra đời, trong đó có bản Quốc tế Thái Lan.
Ngày 10 tháng 9 năm 2015, Hòa Minzy ra mắt ca khúc "Mưa nhớ" đánh dấu lần đầu kết hợp giữa cô và nhạc sĩ trẻ Tiên Cookie.

### 2016 - 2017: Lần đầu làm đạo diễn phim, lấn sân điện ảnh
Tháng 4 năm 2016, Hòa Minzy tham gia chương trình Gương mặt thân quen (mùa thứ tư). Cô là một trong số những thí sinh được đánh giá cao ngay từ những ngày đầu. Chính vì những màn trình diễn ấn tượng mà cô dần chiếm trọn trái tim khán giả và giành giải Thí sinh được yêu thích nhất (31.5%). Cũng trong năm 2016, Hòa Minzy còn lấn sân sang vai trò MC trong một số chương trình của Yeah1TV và YanTV.
Ngày 31 tháng 5 năm 2016, vào sinh nhật của mình, Hòa Minzy cho ra mắt phim ngắn và ca khúc mang tên "Vì anh là của em" (Khắc Hưng). Đây là phim ngắn do chính cô làm đạo diễn, casting, diễn viên, dàn dựng bối cảnh... Tuy sản phẩm có nhiều phản hồi trái chiều nhưng đó là thành quả vất vả lao động chân chính của Hòa Minzy với số tiền dành dụm của bản thân.
Tháng 11 năm 2016, Hòa Minzy cho ra mắt MV "Sống không hối tiếc", với sự thay đổi cả về phong cách lẫn dòng nhạc. Qua ca khúc này, Hòa Minzy muốn nhắn nhủ một thông điệp đến các bạn trẻ, đây cũng là phần nào đó tuyên ngôn sống hiện tại của cô: "Mọi sai lầm đều có thể được xoá đi bằng thái độ sống tích cực và ước mơ. Tuổi trẻ chỉ có duy nhất một lần trong đời. Nó sẽ qua rất nhanh nếu chúng ta không biết mục đích và phương châm sống của mình là gì."  Đồng thời, cô chính thức đầu quân vào công ty của nhạc sĩ Huy Tuấn (Stars Park Entertainment).
Tiếp đó, Hòa Minzy tham gia bộ phim điện ảnh kinh dị - hài Linh Duyên. Phim được phát hành vào ngày 24 tháng 2 năm 2017. Mặc dù đây là lần đầu lấn sân lĩnh vực điện ảnh nhưng Hòa Minzy đã chứng tỏ được khả năng của mình. Bởi một lẽ, không nhiều người có thể nhận ra sự khác biệt trong diễn xuất giữa cô và những diễn viên gạo cội trong phim.
Mở màn cho sự nghiệp âm nhạc 2017, Hòa Minzy đã phát hành ca khúc và MV "Tìm một nửa cô đơn" vào ngày Valentine Trắng 14 tháng 3 năm 2017 với ca từ nhẹ nhàng, sâu lắng và hình ảnh được đầu tư một cách chuyên nghiệp.
Tháng 5 năm 2017, Hòa Minzy xuất hiện trong MV "Ăn gì đây" phiên bản Thái Lan cùng cây hài nổi tiếng xứ Chùa Vàng - Bie The Ska. Đây là một bản dựa theo MV Ăn gì đây - Hòa Minzy ft. Mr. T (phát hành tháng 7 năm 2015).
Tháng 7 năm 2017, Hòa Minzy tham gia bộ phim Glee Việt Nam (được Việt hóa dựa theo Glee phiên bản Mỹ) với vai Linh San (Santana Lopez). Tập đầu tiên lên sóng ngày 18 tháng 8 năm 2017.

### 2017: Công chúa Bolero và Gia đình Hoa Dâm Bụt
Tháng 10 năm 2017, Hòa Minzy tham gia chương trình Cặp đôi hoàn hảo 2017 (phiên bản Trữ tình & Bolero), cô ngày càng nhận được nhiều hơn tình cảm của khán giả qua những màn trình diễn ngọt ngào, mùi mẫn.. Sau chương trình, khán giả yêu quý gọi Hòa Minzy với cái tên "Công chúa Bolero" 
Cuối tháng 11 năm 2017, Hòa Minzy cùng Đức Phúc và Erik đã có màn trình diễn ấn tượng trên sân khấu MAMA Premiere in Vietnam. Bản mashup mang tên "Better together" (Tạm dịch: Cùng nhau tỏa sáng) được khán giả và cộng đồng mạng chia sẻ rộng rãi với nhiều lời khen ngợi và tự hào. Đặc biệt, những nốt cao "không tưởng" mà Hòa Minzy thể hiện trong phần biểu diễn đã thực sự khiến fan Việt hãnh diện và ghi điểm trong mắt bạn bè Quốc tế. Ngoài đời, bộ ba thành viên của gia đình Hoa dâm bụt cũng là những người bạn thân thiết, thường xuyên giúp đỡ nhau trong công việc và cuộc sống.

### 2018: Đột phá cùng "Rời bỏ" và nhiều ca khúc triệu View
Tháng 1 năm 2018, Hòa Minzy hợp tác cùng Đức Phúc ra mắt MV Thế là Tết. Trong buổi họp báo giới thiệu sản phẩm, cô bày tỏ mong muốn ca khúc của mình đạt được thứ hạng cao trên các bảng xếp hạng âm nhạc và tạo được dấu ấn trong sự nghiệp. Cô khẳng định nếu không đạt được những mục tiêu đề ra trong năm 2018, sẽ cân nhắc việc dừng hoạt động nghệ thuật để tìm hướng đi mới.
Tháng 4 năm 2018, cô tiếp tục hợp tác với Đức Phúc trong ca khúc Cứ yêu đi, nhạc phim 100 ngày bên em. Đây là một sáng tác của nhạc sĩ Hứa Kim Tuyền với giai điệu nhẹ nhàng, dễ tiếp cận
Ngày 6 tháng 5 năm 2018, Hòa Minzy phát hành bản audio và MV Rời bỏ, một ca khúc Ballad do nhạc sĩ Vũ Huy Hoàng sáng tác. Nội dung bài hát và câu chuyện trong MV nhận được nhiều sự đồng cảm từ khán giả. Đây là sản phẩm âm nhạc đạt thành tích cao nhất của Hòa Minzy tính đến thời điểm đó. Trong năm 2018, Rời bỏ ghi nhận nhiều thành tích đáng chú ý, bao gồm việc lọt vào Top Trending Video Âm nhạc Việt Nam - Youtube Rewind 2018 và giành giải Ca khúc Pop/Ballad được yêu thích tại Zing Music Awards. Bài hát cũng trở thành hiện tượng khi được đông đảo khán giả và nhiều nghệ sĩ cover lại bằng nhiều ngôn ngữ như tiếng Việt, tiếng Anh, tiếng Thái và  tiếng Hàn.
Ngày 25 tháng 7 năm 2018, Hòa Minzy phát hành ca khúc EDM "Nàng tiên cá", một sản phẩm âm nhạc hướng đến đối tượng khán giả thiếu nhi với tỷ lệ 50%. MV được xây dựng với phong cách hài hước, qua đó nữ ca sĩ thể hiện hình ảnh một nàng tiên cá vui nhộn và tinh nghịch..
Ngày 30 tháng 10 năm 2018, Hòa Minzy phát hành ca khúc Chấp nhận (còn được gọi là Rời bỏ 2), một sáng tác của nhạc sĩ An Trịnh. Ca khúc nhanh chóng nhận được sự đón nhận từ khán giả và đạt vị trí top 1 trên bảng xếp hạng thịnh hành (Trending) của YouTube Việt Nam . Phiên bản audio của bài hát cũng đạt thứ hạng cao trên các nền tảng âm nhạc trực tuyến.

### 2019: Hoà Minzy tạm dừng hoạt động nghệ thuật
Chỉ trong tháng 1 năm 2019, Hòa Minzy đã ra mắt ba sản phẩm âm nhạc Viral clip, kết hợp cùng nhiều nghệ sĩ tên tuổi trong showbiz Việt như Đức Phúc, Justatee, Trường Giang, Only C, Hoa hậu Tiểu Vy... đó là: "Để khoảnh khắc mãi đong đầy", "Hết mana", "Tự tin là chính tôi". Cả ba sản phẩm đều đạt con số triệu View sau thời gian ngắn ra mắt và tạo hiệu ứng tích cực trên mạng xã hội.
Cũng trong tháng 1, Hòa Minzy lần đầu tiên đảm nhận vai trò Huấn luyện viên tại chương trình Tuyệt đỉnh song ca nhí 2019 , đồng hành cùng cô bên đội đỏ là diễn viên hài Huỳnh Lập. Trên trang facebook cá nhân, nữ ca sĩ chia sẻ: "Hoà không làm huấn luyện viên chỉ để cho vui đâu, mà sẽ khẳng định chuyên môn và cố gắng giúp các con trong đội bằng hết khả năng của mình".
Trong năm này, Hoà Minzy cho ra mắt 2 ca khúc thể loại ballad: "Chỉ là tình cờ", "Điều buồn nhất khi yêu" do nhạc sĩ Nguyễn Minh Cường sáng tác. "Điều buồn nhất khi yêu" là cả khúc trong chuỗi dự án Music Diary của nhạc sĩ này, kết hợp với nhiều tên tuổi khác như Hoài Lâm, Nguyên Hà, Trung Quân Idol, Ái Phương và Hoà Minzy.

### 2020: Hoà Minzy bội thu thành tích với "Không thể cùng nhau suốt kiếp"
Trở lại sau gần 2 năm vắng bóng với dự án MV "Không thể cùng nhau suốt kiếp", Hoà Minzy đã lập tức gây bão Vpop khi cho ra mắt MV với đề tài tái hiện lại câu chuyện có thật của lịch sử Việt Nam. 
Hợp tác với nhạc sĩ Mr. Siro và ekip đạo diễn Kawaii Tuấn Anh, MV "Không thể cùng nhau suốt kiếp" đã nhận được rất nhiều lời chúc mừng và khen ngợi từ các đồng nghiệp trong nghề, cùng với đó là sự yêu thích của khán giả không chỉ trong nước mà còn ở thị trường quốc tế. Điều này thể hiện qua loạt thành tích ấn tượng mà MV "Không thể cùng nhau suốt kiếp" thu về chỉ sau 3 ngày lên sóng. 
Cụ thể, sau 3 ngày ra mắt, MV "Không thể cùng nhau suốt kiếp" đã chính thức đạt được Top 1 Trending YouTube Việt Nam với hơn 10 triệu lượt xem, cùng với đó kênh chính thức của Hoà Minzy cũng chạm mốc 1,1 triệu người đăng ký, qua đó chính thức nhận được nút vàng YouTube. 
Chưa dừng lại ở đó, MV "Không thể cùng nhau suốt kiếp" cũng đã đạt được thành tích ấn tượng tại quốc tế khi lọt vào Top Trending Music Video của một số nước: #8 tại Nhật Bản, #9 tại Singapore, #11 tại Australia, #16 tại Đài Loan, #19 tại Hàn Quốc và đạt tới vị trí cao nhất là #59 toàn thế giới.
Cũng nhờ bản hit này mà nữ ca sĩ đã giành giải "Ca Khúc Pop Ballad được yêu thích nhất" tại Zing Music Awards 2020 và "MV của Năm" tại Làn Sóng Xanh 2020. 
Cuối năm 2020, đầu năm 2021, Hòa Minzy cùng nhạc sỹ Hứa Kim Tuyền và ca sĩ Anh Tú trở thành 3 thành viên chính trong chương trình truyền hình thực tế Xuân Hạ Thu Đông Rồi Lại Xuân, một chương trình ca nhạc đường phố được tổ chức ở những địa điểm có không gian rộng rãi, biểu diễn cho nhiều đối tượng khán giả. Chương trình được ghi hình và sản xuất bởi kênh FOREST STUDIO và được sóng trên kênh HTV7. Chương trình còn có sự góp mặt của những ca sĩ, nhạc sĩ nổi tiếng như Uyên Linh, Văn Mai Hương, Phạm Quỳnh Anh, Bùi Công Nam, Lyly, Ali Hoàng Dương. Trong chương trình, 3 thành viên thành lập nhóm nhạc có tên Đĩa Than Hồng, với Hòa Minzy là trưởng nhóm. Chương trình đã tiếp tục khẳng định tài năng và tên tuổi của các thành viên, đặc biệt là Hòa Minzy, trong đó, Hòa Minzy được đánh giá rất cao qua màn song ca với Văn Mai Hương trong liên khúc cover Ngày chưa giông bão - Always Remember Us This Way, đạt được hiệu ứng truyền thông mạnh mẽ.

### 2023: Càn quét các giải thưởng với Thị Mầu và Bật Tình Yêu Lên
Năm 2023 đánh dấu bước tiến vượt bậc trong sự nghiệp của Hòa Minzy với hai bản hit nổi bật: "Thị Mầu" và "Bật Tình Yêu Lên" (hợp tác cùng Tăng Duy Tân). Ca khúc Thị Mầu, lấy cảm hứng từ nghệ thuật chèo dân gian, gây chú ý nhờ sự kết hợp giữa yếu tố truyền thống và phong cách trình diễn hiện đại. MV của ca khúc này nhận được đề cử tại Giải Mai Vàng 2023 ở hai hạng mục: MV ca nhạc được yêu thích nhất và Ca khúc được yêu thích nhất.
Song song đó, Bật Tình Yêu Lên nhanh chóng trở thành hiện tượng mạng xã hội, đặc biệt trên nền tảng TikTok, với hơn 5 tỷ lượt xem trong thời gian ngắn. Ca khúc được đề cử Top 5 Bài hát nổi bật nhất năm tại TikTok Awards Việt Nam 2023, đồng thời lọt vào Top 10 Bài hát xuất sắc nhất năm do Zing MP3 bình chọn.
Nhờ hai sản phẩm này, Hòa Minzy giành giải "Nữ ca sĩ được yêu thích nhất" tại Làn Sóng Xanh 2023 và Mai Vàng 2023, trở thành một trong những nữ ca sĩ nổi bật nhất của năm. Cô cũng nhận được giải "Nữ ca sĩ của năm" và đề cử "Music Video của năm" (với Thị Mầu) tại Giải Cống hiến 2024.

### 2025: Thành công rực rỡ với Bắc Bling
Sau hit Thị Mầu đầy thành công của năm 2023 thì Hòa Minzy tiếp tục cộng tác với nhà sản xuất Masew trong MV mới là Bắc Bling (Bắc Ninh), đây là một sản phẩm quảng bá văn hóa, du lịch và con người Bắc Ninh, quê hương của chính ca sĩ Hòa Minzy. Ngoài ra, trong MV này Hòa Minzy đã khéo léo kết hợp với những người nghệ sĩ đồng hương là danh hài Xuân Hinh và nhạc sĩ Tuấn Cry. MV đã nhận được rất nhiều lời đánh giá tích cực từ cả khán giả lẫn giới phê bình khi có ca từ khá bắt tai và sự chỉn chu từ trang phục đến hình ảnh của các cảnh quay trong MV. Chính vì lẽ đó, Bắc Bling đã nhanh chóng leo lên Top 1 các bảng xếp hạng âm nhạc tại Việt Nam như YouTube, Zing MP3,... chỉ sau một ngày ra mắt. MV đã đạt Top 1 xu hướng thế giới trên Youtube - Best Debut - MV ra mắt ấn tượng nhất, và ca khúc Bắc Bling cũng đạt Top 1 - Song Best Debut - Ca khúc ra mắt ấn tượng nhất trên Youtube.
Cũng trong năm 2025, Hòa Minzy tham gia một vai nhỏ trong bộ phim chiến tranh Mưa đỏ.

## Giọng hát
- Loại giọng: Light Lyric Soprano (Nữ cao trữ tình loại sáng)
- Quãng giọng: D3 ~ A5 ~ Bb5 (2 quãng tám và 4 note)
- Supported range (quãng hát hỗ trợ): G3/G#3 - A4/Bb4

## Sản phẩm âm nhạc

### Audio (Bản thu âm)
| Năm  | Ca khúc                           | Sáng tác                 |
| ---- | --------------------------------- | ------------------------ |
| 2014 | Gửi                               | Nguyễn Duy Anh           |
| 2014 | Hãy để con lo                     | Nguyễn Duy Anh           |
| 2014 | Giá như (ft.Nguyễn Minh Cường)    | Nguyễn Minh Cường        |
| 2014 | Quay về đi (ft.Nguyễn Minh Cường) | Nguyễn Minh Cường        |
| 2015 | Mưa nhớ                           | Tiên Cookie              |
| 2015 | Tự nhiên buồn                     | Lời Việt: Trịnh Nhật Anh |
| 2019 | Điều buồn nhất khi yêu            | Nguyễn Minh Cường        |

### Video ca nhạc
| Năm  | Tựa đề                                                                 | Sáng tác                                 | Sản xuất                         | Ngày phát hành       | Thể loại                | Ghi chú                                                  |
| ---- | ---------------------------------------------------------------------- | ---------------------------------------- | -------------------------------- | -------------------- | ----------------------- | -------------------------------------------------------- |
| 2014 | Thư chưa gửi anh                                                       | Nguyễn Hải Phong                         | Nguyễn Hải Phong                 | 7 tháng 10 năm 2014  | Pop                     | MV đầu tay                                               |
| 2015 | Sẽ chiến thắng                                                         | Nguyễn Hải Phong Phúc Bồ                 | Nguyễn Hải Phong Nguyễn Tiến Huy | 9 tháng 6 năm 2015   | Pop                     | Nhiều nghệ sĩ/ MV cổ vũ Đại hội Thể thao Đông Nam Á 2015 |
| 2015 | Ăn gì đây (ft. Mr. T)                                                  | Mr. T, Khắc Hưng                         | Khắc Hưng                        | 7 tháng 7 năm 2015   | Rap/ Dân gian đương đại |                                                          |
| 2016 | Ăn gì đây 2 (ft. Mr.T)                                                 | Mr. T, Khắc Hưng                         | Khắc Hưng                        | 29 tháng 1 năm 2016  | Rap/ Dân gian đương đại |                                                          |
| 2016 | Ăn gì đây 3 (Swing Version) (bài hát lấy một đoạn nhạc trong bài PPAP) | Kosaka Daimaou Hòa Minzy Khắc Hưng Mr. T | Kosaka Daimaou Khắc Hưng         | 12 tháng 12 năm 2016 | EDM                     | Viral Clip/Nhạc quảng cáo                                |
| 2016 | Vì anh là của em                                                       | Khắc Hưng                                | AD Production                    | 31 tháng 5 năm 2016  | Nhạc trẻ                | Phim ngắn                                                |
| 2016 | Sống không hối tiếc                                                    | Rhymastic                                | Huy Tuấn                         | 21 tháng 11 năm 2016 | EDM                     |                                                          |
| 2017 | "Ăn gì đây" (phiên bản Thái Lan ft. Bie The Ska)                       | Hòa Minzy Khắc Hưng Mr. T Bie The Ska    | Khắc Hưng                        | 29 tháng 4 năm 2017  | Rap                     | Phiên bản Thái Lan                                       |
| 2017 | Tìm một nửa cô đơn                                                     | Minh Thụy                                | Huy Tuấn                         | 14 tháng 3 năm 2017  | Ballad                  |                                                          |
| 2018 | Thế là Tết (ft. Đức Phúc)                                              | Tiên Cookie, Phạm Thanh Hà               | 1989s Production                 | 16 tháng 1 năm 2018  | Nhạc trẻ                | MV Tết                                                   |
| 2018 | Rời bỏ                                                                 | Vũ Huy Hoàng                             | Vũ Huy Hoàng                     | 6 tháng 5 năm 2018   | Ballad                  |                                                          |
| 2018 | Nàng tiên cá                                                           | Châu Đăng Khoa                           | Superbrothers                    | 25 tháng 7 năm 2018  | EDM                     |                                                          |
| 2018 | Chấp nhận                                                              | An Trịnh                                 | An Trịnh                         | 30 tháng 10 năm 2018 | Ballad                  | Rời bỏ phần 2                                            |
| 2018 | Mặt trời vẫn tới mỗi ngày                                              | Bảo Lan Dung Trần                        | Bảo Lan Dung Trần                | 12 tháng 11 năm 2018 | Nhạc trẻ                | Nhiều nghệ sĩ/Viral Clip                                 |
| 2019 | Để khoảnh khắc mãi đong đầy (ft. Đức Phúc)                             | Khắc Hưng Hoàng Tôn                      | Khắc Hưng                        | 9 tháng 1 năm 2019   | Nhạc trẻ                | MV Tết                                                   |
| 2019 | Hết mana (ft. Justatee)                                                | JustaTee BigDaddy Bình Gold              | BeeBB                            | 15 tháng 1 năm 2019  | Rap                     | Nhiều nghệ sĩ/Viral Clip                                 |
| 2019 | Fit me - Tự tin là chính tôi                                           | Only C                                   | Only C                           | 29 tháng 1 năm 2019  | Rap                     | Viral Clip                                               |
| 2019 | Chỉ là tình cờ                                                         | Nguyễn Minh Cường                        | Nguyễn Minh Cường                | 28 tháng 5 năm 2019  | Ballad                  | Lyrics MV                                                |
| 2020 | Không thể cùng nhau suốt kiếp (ft. Mr. Siro)                           | Mr. Siro                                 | Minh Thụy                        | 13/05/2020           | Ballad                  |                                                          |
| 2023 | Bật tình yêu lên (ft. Tăng Duy Tân)                                    | Tăng Duy Tân Hiếu Bae                    | Drum7                            | 14 tháng 2 năm 2023  | Nhạc trẻ                |                                                          |
| 2023 | Thị Mầu (ft. Masew)                                                    | Nguyễn Hoàng Phong                       | Masew                            | 5 tháng 3 năm 2023   | EDM                     |                                                          |
| 2025 | Bắc Bling (Bắc Ninh) (ft. Xuân Hinh, Masew, Tuấn Cry)                  | Tuấn Cry Masew                           | Masew DJ Feliks                  | 1 tháng 3 năm 2025   | Pop Rap                 | Bắc Bling (Bắc Ninh) trên YouTube                        |

### Nhạc phim (OST)
| Năm  | Ca khúc                  | Sáng tác        | Sản xuất        | Ngày phát hành       | Tên phim         |
| ---- | ------------------------ | --------------- | --------------- | -------------------- | ---------------- |
| 2016 | Vì anh là của em         | Khắc Hưng       | AD Production   | 31 tháng 5 năm 2016  | Vì anh là của em |
| 2018 | Cứ yêu đi (ft. Đức Phúc) | Hứa Kim Tuyền   | Hứa Kim Tuyền   | 13 tháng 4 năm 2018  | 100 ngày bên em  |
| 2018 | Hey Monta!               | Phạm Toàn Thắng | Phạm Toàn Thắng | 18 tháng 12 năm 2018 | Hoạt hình Monta  |

## Tham gia diễn xuất

### Phim ngắn
| Năm  | Tên phim         | Vai diễn  | Ngày phát hành      |
| ---- | ---------------- | --------- | ------------------- |
| 2016 | Vì anh là của em | Hòa Minzy | 31 tháng 5 năm 2016 |

### Phim điện ảnh
| Năm  | Tên phim   | Vai diễn                                  | Ngày phát hành      |
| ---- | ---------- | ----------------------------------------- | ------------------- |
| 2017 | Linh duyên | Hạnh                                      | 24 tháng 2 năm 2017 |
| 2025 | Mưa đỏ     | Thành viên đoàn Việt Nam Dân chủ Cộng hòa | 22 tháng 8 năm 2025 |

### Phim truyền hình
| Năm  | Tên phim     | Vai diễn | Ngày phát hành |
| ---- | ------------ | -------- | -------------- |
| 2017 | Glee Vietnam | Linh San |                |

## Truyền hình

### Chương trình truyền hình
| Chương trình                       | Kênh    | Vai trò         | Ghi chú                                                                        |
| ---------------------------------- | ------- | --------------- | ------------------------------------------------------------------------------ |
| Học viện ngôi sao                  | VTV     | Thí sinh        | Năm 2014                                                                       |
| Bài hát Việt                       | VTV     | Khách mời       | Liveshow tháng 7/2014, "Tan vào đêm"                                           |
| Những bài hát còn xanh             | VTV     | Thí sinh        | Năm 2014                                                                       |
| Trò chơi âm nhạc                   | VTV     | Khách mời       | Phát sóng ngày 7/1/2015                                                        |
| Bài hát yêu thích                  | VTV     | Khách mời       | Liveshow BHYT tháng 9/2014, tháng 8/2015                                       |
| Ghế không tựa                      | VTV     | Khách mời       | Phát sóng ngày 18/10/2015                                                      |
| Bữa trưa vui vẻ                    | VTV     | Khách mời       | Các năm 2014, 2015, 2017, 2018, 2020                                           |
| Gương mặt thân quen mùa 4          | VTV     | Thí sinh        |                                                                                |
| Gương mặt thân quen mùa 9          | VTV     | Giám khảo       |                                                                                |
| Ơn giời cậu đây rồi                | VTV     | Khách mời       | Mùa 3 tập 8, mùa 4 tập 11, mùa 5 tập 13 (đoạt cúp mùa 3 tập 8 và mùa 5 tập 13) |
| Cặp đôi hoàn hảo                   | VTV     | Thí sinh        | Năm 2017, Phiên bản Trữ Tình & Bolero                                          |
| Một trăm triệu một phút            | VTV     | Khách mời       | Tập 21                                                                         |
| Cầu thủ nhí                        | VTV     | MC              | Năm 2017, 2018                                                                 |
| 12 con giáp                        | VTV     | Khách mời       | Năm 2022                                                                       |
| Ai thông minh hơn học sinh lớp 5   | HTV     | Khách mời       | Tập 36                                                                         |
| Người hùng tí hon                  | HTV     | Đội trưởng      | Mùa 1 2015                                                                     |
| Thiên đường ẩm thực                | HTV     | Khách mời       | Mùa 2 tập 6                                                                    |
| Bí mật đêm Chủ Nhật                | HTV     | Khách mời       | Năm 2016, tập 7                                                                |
| Giọng ải giọng ai                  | HTV     | Khách mời       | Mùa 1 tập 18, mùa 3 tập 1                                                      |
| Nhanh như chớp                     | HTV     | Khách mời       | Tập 26                                                                         |
| Nhanh như chớp nhí                 | HTV     | MC              | Mùa 4                                                                          |
| Gương cười                         | HTV     | Khách mời       | Tập 18                                                                         |
| Xuân Hạ Thu Đông Rồi Lại Xuân      | HTV     | Host            | Cùng với Hứa Kim Tuyền, Anh Tú                                                 |
| Running Man Vietnam - Chơi là chạy | HTV     | Khách mời       | Tập 13                                                                         |
| Người bí ẩn                        | HTV     | Khách mời       | Mùa 4                                                                          |
| 2 ngày 1 đêm                       | HTV     | Khách mời       | Tập 73 Tập 74 Tập 75                                                           |
| Sao nhập ngũ                       | QPVN    | Khách mời       | Năm 2022 (Mùa 12)                                                              |
| Tuyệt đỉnh song ca nhí             | THVL    | Huấn luyện viên | Năm 2019                                                                       |
| Bếp chiến                          | YanTV   | Khách mời, MC   | Năm 2015 tập 6/2016 tập 6, 14, 15                                              |
| Lớp học vui nhộn                   | Yeah1TV | Khách mời       | Tập 34, 93, 117, 124, 140, 141, 182...                                         |
| Thực đơn 1102                      | Yeah1TV | MC              | Năm 2016, 2017                                                                 |

### Chương trình trênV live
| Chương trình        | Kênh   | Vai trò | Ghi chú                          |
| ------------------- | ------ | ------- | -------------------------------- |
| Lâu lâu líu lo show | V live | Host    | Năm 2018, số tập phát sóng là 12 |

## Giải thưởng và đề cử
| Năm  | Giải thưởng                 | Hạng mục                                      | Đề cử                                                     | Kết quả   |
| ---- | --------------------------- | --------------------------------------------- | --------------------------------------------------------- | --------- |
| 2015 | Làn sóng xanh               | Ca sĩ trẻ triển vọng (nữ)                     | Bản thân                                                  | Đề cử     |
| 2016 | Làn sóng xanh               | Gương mặt triển vọng (nữ)                     | Bản thân                                                  | Đề cử     |
| 2017 | Làn sóng xanh               | Ca sĩ triển vọng (nữ)                         | Bản thân                                                  | Đoạt giải |
| 2017 | Zing Music Awards           | Nữ ca sĩ được yêu thích                       | Bản thân                                                  | Đề cử     |
| 2018 | Zing Music Awards           | Nghệ sĩ của năm                               | Bản thân                                                  | Đề cử     |
| 2018 | Zing Music Awards           | Ca khúc Dance/Electronic được yêu thích       | "Nàng tiên cá"                                            | Đề cử     |
| 2018 | Zing Music Awards           | Ca khúc Pop/Ballad được yêu thích             | "Rời bỏ"                                                  | Đoạt giải |
| 2018 | Zing Music Awards           | Nữ ca sĩ được yêu thích                       | Bản thân                                                  | Đoạt giải |
| 2018 | Giải Mai Vàng               | Video ca nhạc                                 | "Mặt trời vẫn tới mỗi ngày"                               | Đề cử     |
| 2018 | Giải Mai Vàng               | Ca khúc                                       | "Mặt trời vẫn tới mỗi ngày"                               | Đề cử     |
| 2020 | Làn sóng xanh               | Video ca nhạc của năm                         | "Không thể cùng nhau suốt kiếp"                           | Đoạt giải |
| 2020 | Zing Music Awards           | Ca khúc Pop/Ballad được yêu thích nhất        | "Không thể cùng nhau suốt kiếp"                           | Đoạt giải |
| 2020 | Wechoice Awards             | Music Video của năm                           | "Không thể cùng nhau suốt kiếp"                           | Đề cử     |
| 2021 | Vietnam Entertaiment Awards | Video Youtube nổi bật nhất năm                | Mashup: Ngày chưa giông bão x Always remember us this way | Đoạt giải |
| 2022 | TikTok Awards Việt Nam      | Nhà sáng tạo nội dung người nổi tiếng của năm | Bản thân                                                  | Đề cử     |
| 2023 | Làn sóng xanh               | Nữ ca sĩ được yêu thích nhất                  | Bản thân                                                  | Đoạt giải |
| 2023 | Làn sóng xanh               | Top 10 ca khúc được yêu thích                 | Thị Mầu                                                   | Đoạt giải |
| 2023 | Làn sóng xanh               | Top 10 ca khúc được yêu thích                 | Bật Tình Yêu Lên                                          | Đoạt giải |
| 2023 | Làn sóng xanh               | Sự kết hợp xuất sắc                           | Bật Tình Yêu Lên                                          | Đề cử     |
| 2023 | Làn sóng xanh               | Ca khúc của năm                               | Bật Tình Yêu Lên                                          | Đề cử     |
| 2023 | Làn sóng xanh               | MV của năm                                    | Thị Mầu                                                   | Đề cử     |
| 2023 | Làn sóng xanh               | Nữ ca sĩ của năm                              | Bản thân                                                  | Đề cử     |
| 2023 | Giải Mai Vàng               | Nữ ca sĩ của năm                              | Bản thân                                                  | Đoạt giải |
| 2023 | Giải Mai Vàng               | Ca khúc                                       | Thị Mầu                                                   | Đề cử     |
| 2023 | Giải Mai Vàng               | MV của năm                                    | Thị Mầu                                                   | Đề cử     |
| 2023 | Zing Music Awards           | Top 10 bài hát được yêu thích nhất            | Thị Mầu                                                   | Đoạt giải |
| 2023 | Zing Music Awards           | Top 10 bài hát được yêu thích nhất            | Bật Tình Yêu Lên                                          | Đoạt giải |
| 2023 | Wechoice Awards             | Màn kết hợp bùng nổ                           | Bật Tình Yêu Lên                                          | Đề cử     |
| 2024 | Giải thưởng Cống hiến       | Nữ ca sĩ của năm                              | Bản thân                                                  | Đoạt giải |
| 2024 | Giải thưởng Cống hiến       | MV của năm                                    | Thị Mầu                                                   | Đề cử     |
| 2025 | Làn sóng xanh               | Nữ ca sĩ của năm                              | Hoà Minzy                                                 | Đề cử     |

### Vinh danh
- Huy chương bạc Tiếng hát tỉnh Bắc Ninh (2010, 2011)[2]
- Quán quân Học viện ngôi sao (2014)[59]
- Nhận giải Thí sinh được yêu thích nhất Gương mặt thân quen 2016[60]
- Á quân Cặp đôi hoàn hảo 2017 (cùng Đức Phúc - Erik)[61]

## Đời tư
Vào đầu tháng 3 năm 2021, Hòa Minzy lần đầu đăng ảnh con trai lên mạng xã hội sau một thời gian dài giấu kín. Hòa Minzy không tiết lộ tên thật của con trai nhưng thường gọi con với tên thân mật là bé Bo. Được biết, đây là con trai của Hòa Minzy và thiếu gia Minh Hải.
Đến tháng 2 năm 2022, Hòa Minzy chính thức lên tiếng công bố rằng cô và bạn trai Minh Hải đã chia tay sau 5 năm yêu nhau. Tại thời điểm chia tay, thiếu gia Minh Hải vẫn đang ở Úc, còn hai mẹ con Hòa Minzy và bé Bo ở Việt Nam.

## Sự cố

### Chuyện tình cảm với cầu thủ Nguyễn Công Phượng
Nguyễn Công Phượng – Hòa Minzy từng là chuyện tình ồn ào nhất làng bóng đá Việt Nam, có lẽ chỉ kém so với chuyện tình yêu của Công Vinh – Thủy Tiên.
Một số người từng kỳ vọng Công Phượng – Hòa Minzy sẽ trở thành cặp đôi "Vic – Beck" của bóng đá Việt Nam. Vì Công Phượng là cầu thủ nhận được sự yêu mến rất lớn, còn Hòa Minzy sau khi yêu Công Phượng cũng được người hâm mộ cả nước rất quan tâm. Để thể hiện tình yêu, Hòa Minzy còn xăm đầy đủ họ tên Công Phượng vào ngực trái và tuyên bố sẽ không bao giờ xóa hình xăm. Cặp đôi bị khui chuyện hẹn hò từ năm 2015. Khi đó, Hòa Minzy đang là ca sỹ chưa được nhiều người biết đến, còn Công Phượng là cái tên được nhiều kỳ vọng của người hâm mộ bóng đá Việt. Thế nhưng thời điểm đó, sự nghiệp của Công Phượng gần như chững lại, yếu tố chuyên môn bị lu mờ bởi những chuyện bên lề sân cỏ. Vì vậy, chuyện tình của cặp đôi gặp nhiều ý kiến trái chiều từ dư luận. Sự cao trào cho chuyện tình Hòa Minzy và Công Phượng là tấm hình hai người khóa môi xuất hiện trước trận Long An – HAGL. Sau đó, Hòa Minzy thêm một lần "hâm nóng" dư luận với sự bật mí Công Phượng chỉ chia tay ngắn gọn qua hai dòng tin nhắn.
Thế nhưng, giữa tháng 11/2016, câu chuyện tình đẹp và nhiều ồn ào đã kết thúc khi Công Phượng quyết định chia tay để tập trung cho sự nghiệp. Thời điểm quen Hòa Minzy thì sự nghiệp của Công Phượng gần như chững lại, yếu tố chuyên môn bị lu mờ bởi chuyện bên lề bởi chuyện tình ngôi sao bóng đá và ca sĩ. Hòa Minzy thừa nhận cô và cầu thủ xứ Nghệ đã đường ai nấy đi khiến nhiều người hâm mộ tiếc nuối. Sau khi chia tay, Hòa Minzy tập trung vào sự nghiệp ca hát. Cô cũng kiên trì giảm cân để có được thân hình đẹp và tự tin hơn.

### Xâm phạm đời tư nhóm BTS
Trong một đoạn video ghi lại hậu trường lễ trao giải Soribada Best K-Music Awards diễn ra tối 30/8, Hòa Minzy bất ngờ xuất hiện. Cô đeo thẻ của ban tổ chức, mang theo máy ảnh và bước ra khỏi khu vực phòng chờ của nghệ sĩ ngay trước khi các thành viên BTS xuất hiện.
Hành động của Hòa Minzy có thể xuất phát từ lòng hâm mộ cô dành cho nhóm nhạc 7 thành viên, tuy nhiên cô bị fan Kpop không ngừng lên án, chỉ trích trên mạng xã hội và các trang diễn đàn nhạc Hàn. Họ cho rằng việc Hòa Minzy "giả danh" một nhân viên, vào khu vực hậu trường dù không có phận sự, thậm chí mang theo máy ảnh là hành động xâm phạm đời tư các ca sĩ Hàn Quốc. Hành động của cô bị so sánh với fan cuồng - đối tượng luôn bị tẩy chay vì rình rập cuộc sống riêng của thần tượng. Đây không phải lần đầu tiên, Hòa Minzy vướng rắc rối liên quan đến fan Kpop. "Mối thù" giữa Hòa Minzy và Army (fan BTS) đã bắt đầu cách đây không lâu khi giọng ca Nàng tiên cá khoe album có chữ ký của các thành viên nhưng bị nghi hàng giả.
Trước sức ép quá lớn từ công chúng, tối 1.9, giọng ca Nàng tiên cá đăng tải một đoạn clip dài hơn 4 phút trên trang cá nhân nhằm gửi lời xin lỗi chính thức đến cộng đồng fan của nhóm nhạc Kpop BTS (gọi tắt là ARMY). Trong đoạn clip dài hơn 4 phút, Hòa Minzy gửi lời xin lỗi đến các ARMY. Nhưng nữ ca sĩ cũng cho rằng mọi người có chỉ trích thì cũng nên đúng người, đúng việc, đừng ném đá một cách vô tội vạ. "Trong hậu trường, Hòa không hề quấy rầy và làm ảnh hưởng đến bất cứ một ai. Ở tất cả phòng chờ nghệ sĩ đều có bảo vệ cũng như quản lý, staff đứng ở đó, việc tiếp xúc hay tiếp cận những nghệ sĩ Hàn Quốc là một điều rất khó. Cho nên Hòa chỉ mong mọi người có ghét Hòa, có chửi Hòa thì hãy chửi đúng. Làm ơn đừng bịa đặt những câu chuyện để nó đi xa hơn", trích lời Hòa Minzy. Thành viên nhóm "Hoa Dâm Bụt" cũng nói đầy ẩn ý rằng không hiểu lý do vì sao cộng đồng fan của BTS trên thế giới lại biết được việc làm của mình.
Cô cho biết bản thân đã nhận thức được hành động của mình là sai và đồng ý rút khỏi ARMY Việt. Tuy nhiên, người đẹp xin phép được giữ lại lòng mến mộ nhóm nhạc BTS một cách thầm lặng, kín đáo nhất. Cụ thể, Hòa Minzy hứa sẽ không chia sẻ một hình ảnh hay bình luận nào liên quan đến các thành viên hay sản phẩm của BTS nữa. Nữ ca sĩ cũng giải bày những ngày qua im lặng là vì muốn ổn định tinh thần trước những bình luận quá khích của anti fan để tránh ảnh hưởng đến công việc của mình. Giọng ca Rời bỏ cũng nhấn mạnh việc mình gửi clip xin lỗi không phải vì sợ bị kiện hay "ném đá" mà mong muốn có cơ hội giải thích với mọi người. Người đẹp hy vọng cộng đồng mạng sẽ có cái nhìn thoáng hơn về sự việc và để những điều không tốt đẹp nhanh chóng kết thúc.
Cuối cùng, cô cúi gập người xin lỗi fandom của BTS về hành động sai trái. Đặc biệt, Hòa Minzy cũng gửi lời xin lỗi chân thành đến người hâm mộ của mình vì đã để họ lo lắng suốt thời gian qua. Nữ ca sĩ cho biết dù đã rất cố gắng giữ hình ảnh nhưng vẫn không thể khiến công chúng quan tâm đến các sản phẩm âm nhạc của mình hơn những lùm xùm đời tư. Cô cảm thấy rất tiếc và buồn vì đã để những người yêu quý mình phải nhiều lần đứng ra tranh cãi, bảo vệ thần tượng.